# Міхаель Ганеке
Міхаель Ганеке (нім. Michael Haneke, нар. 23 березня 1942, Мюнхен, Німеччина) — австрійський кінорежисер та сценарист. Має багато престижних кінематографічних премій, в тому числі дві «Золоті пальмові гілки» Каннського кінофестивалю. Крім того працює в театрі і на телебаченні.

## Біографія
Народився у сім'ї німецького актора і режисера Фріца Ганеке й австрійської актриси Беатриси фон Деґеншильд. Дитинство провів у містечку Вінер-Нойштадт. Навчався у Віденському університеті. Вивчав там філософію, психологію і режисуру. Після його закінчення став кінокритиком. Три роки працював редактором на телеканалі «Зюдвестфунк». 1973 року дебютував як телережисер.
Перший повнометражний фільм Ганеке зняв 1989 року. Він називався «Сьомий континент» і отримав приз на кінофестивалі в Локарно. Шокуючий фільм «Відео Бенні» (1992 р.) про поширення насильства у масовій культурі, був номінований на премію European Film Awards у категорії «Найкращий фільм». 1997 року трилер «Кумедні ігри» входить до програми 50-го Каннського кінофестивалю. Не отримавши жодного призу, стрічка справляє неабияке враження на глядачів. Рівно через десять років Ганеке зробить покадровий авторімейк цього фільму у США, знявши там Майкла Пітта, Тіма Рота та Наомі Воттс.
Перший гучний успіх режисера — франкомовний фільм «Піаністка» (2001). На Каннському кінофестивалі він отримує Гран-прі, а Ізабель Юппер та Бенуа Мажимель — призи за найкращу жіночу та чоловічу ролі. У 2009-му Ганеке отримує свою першу «Золоту пальмову гілку» за фільм «Біла стрічка». 2012-го — другу, за фільм «Любов».

## Фільмографія

### Повнометражні кінофільми
- 1989 — Сьомий континент (Der siebente Kontinent)
- 1992 — Відео Бенні (Benny's Video)
- 1994 — 71 фрагмент хронології випадковостей (71 Fragmente einer Chronologie des Zufalls)
- 1997 — Кумедні ігри (Funny Games)
- 2000 — Код невідомий (Code inconnu: Récit incomplet de divers voyages)
- 2001 — Піаністка (La Pianiste)
- 2002 — Час вовків (Le temps du loup)
- 2004 — Приховане (Caché)
- 2007 — Кумедні ігри (Funny Games) — авторемейк
- 2009 — Біла стрічка (Das weiße Band)
- 2012 — Любов (Amour)
- 2017 — Хепі-енд / (Happy End)

### Телевізійні фільми
- 1974 — Після Ліверпуля (After Liverpool)
- 1976 — Великі відходи (Sperrmüll)
- 1976 — Три шляхи до моря (Drei Wege zum See)
- 1979 — Лемминги: Аркадія (Lemminge, Teil 1 Arkadien)
- 1979 — Лемминги: Травми (Lemminge, Teil 2 Verletzungen)
- 1983 — Варіація (Variation)
- 1985 — Ким був Едгар Аллан? (Wer war Edgar Allan?)
- 1986 — Фройляйн (Fräulein)
- 1991 — Некролог для вбивці (Nachruf für einen Mörde)
- 1994 — Повстання (Die Rebellion)
- 1997 — Замок (Das Schloss)

### Короткометражні фільми
- 1995 — Люм'єр і компанія (Lumière et compagnie) — епізод.